# Henry Brooke, 11. baron Cobham
Henry Brooke, 11. baron z Cobhamu (Henry Brooke, 11th Baron of Cobham) (22. listopadu 1564, Cobham Hall, Anglie – 24. ledna 1619, Tower, Londýn, Anglie) byl anglický politik a dvořan ze šlechtického rodu. Ve své kariéře profitoval z příbuzenských vazeb na rodiny Howardů a Cecilů (byl švagrem dlouholetého prvního ministra hraběte ze Salisbury). Zastával vysoké posty u dvora a ve státní správě, byl rytířem Podvazkového řádu. Po nástupu Stuartovců byl obviněn z protikrálovského spiknutí a doživotně uvězněn v Toweru.

## Životopis

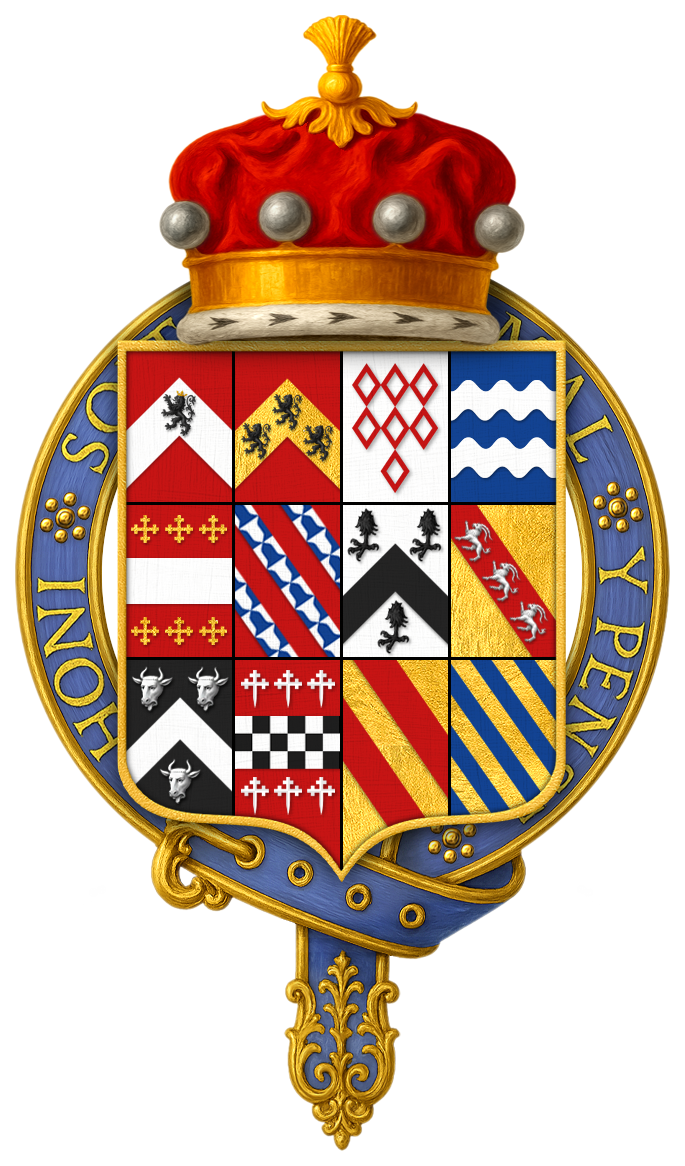
Erb 11. barona Cobhama s dekorací Podvazkového řádu

Pocházel ze starobylého šlechtického rodu, který v roce 1434 převzal baronský titul po původní rodině Cobham. Narodil se jako druhorozený syn významného dvořana a diplomata Williama Brooka, 10. barona Cobhama (1527–1597), a jeho manželky Frances, rozené Newton (1539–1592), dvorní dámy královny Alžběty I. Studoval v Cambridge a od mládí žil u dvora, v letech 1588–1589 a 1593 byl členem Dolní sněmovny. Po otci zdědil titul barona a vstoupil do Sněmovny lordů (1597), zároveň převzal posty lorda strážce pěti přístavů (1597–1603) a lorda místodržitele v Kentu (1597–1603). V roce 1599 získal Podvazkový řád a vysoké postavení si udržel i po nástupu Jakuba I., kdy se stal členem Tajné rady. Vzápětí se ale zapojil do vražedného protikrálovského spiknutí, a i když se vinu snažil svést na jiné (Walter Raleigh), byl odsouzen k trestu smrti, ztratil všechny úřady a byl mu odebrán Podvazkový řád. Cestou milosti byl doživotně uvězněn v Toweru, kde zemřel. Rodině byl odňat i titul barona, potomci jej nicméně neoficiálně nadále užívali. Formálně byl titul barona příbuzenstvu přiznán znovu až v roce 1916, jeho posledním nositelem byl Robert Disney Alexander, 16. baron z Cobhamu (1885–1951).
Od roku 1601 byl ženatý s Frances Howardovou (1572–1628), dcerou 1. hraběte z Nottinghamu jejich manželství zůstalo bez potomstva.